# Teriyaki
Teriyaki (jap. 照り焼き) – japońska technika kulinarna, zaliczana do kategorii potraw yakimono, polegająca na pieczeniu bądź grillowaniu mięsa lub ryb w specjalnej marynacie zwanej tare. W samej Japonii najbardziej popularne są różne rodzaje ryb przyrządzonych w ten sposób, zaś na Zachodzie raczej mięsa.

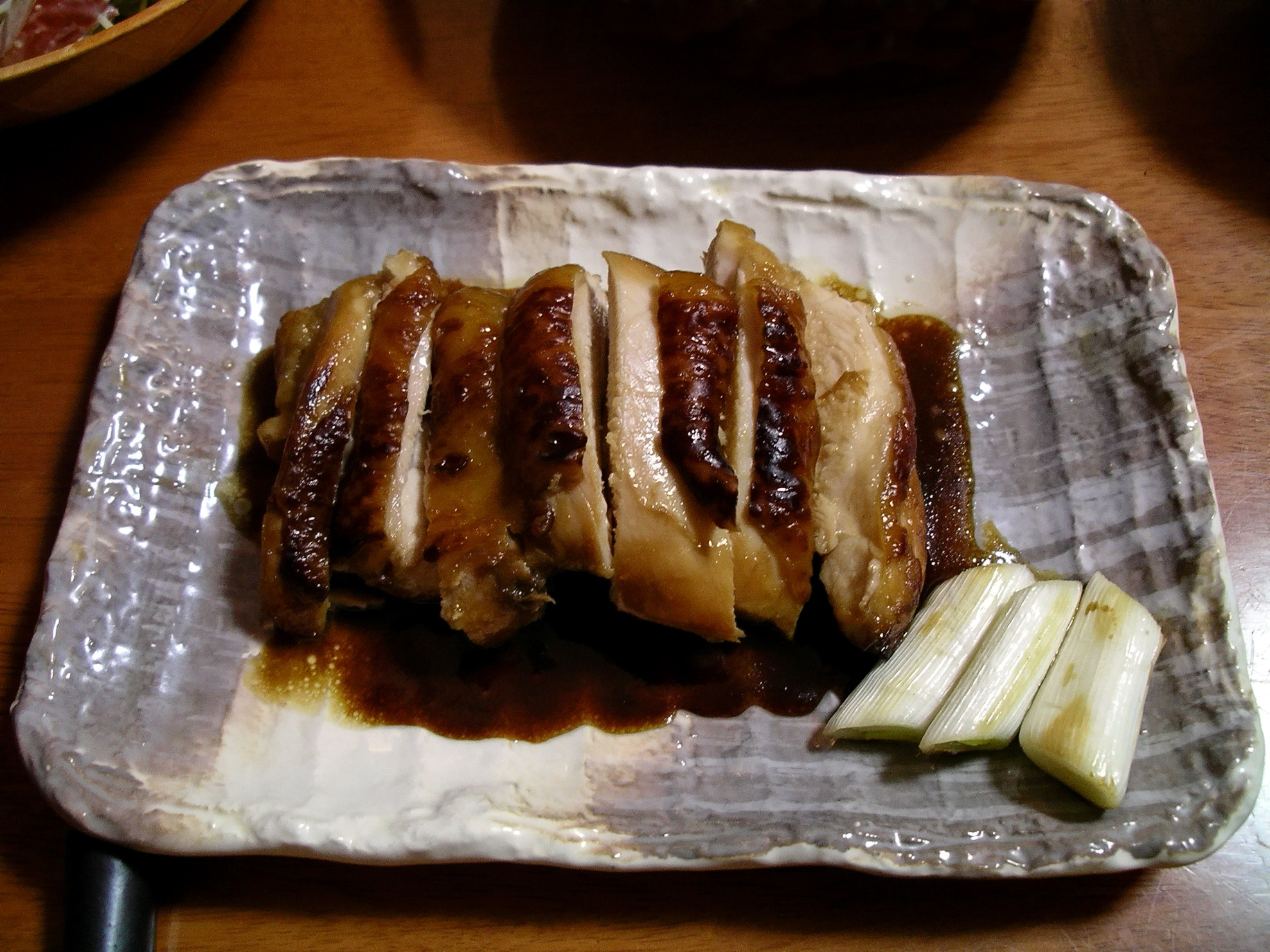
Teriyaki z kurczaka

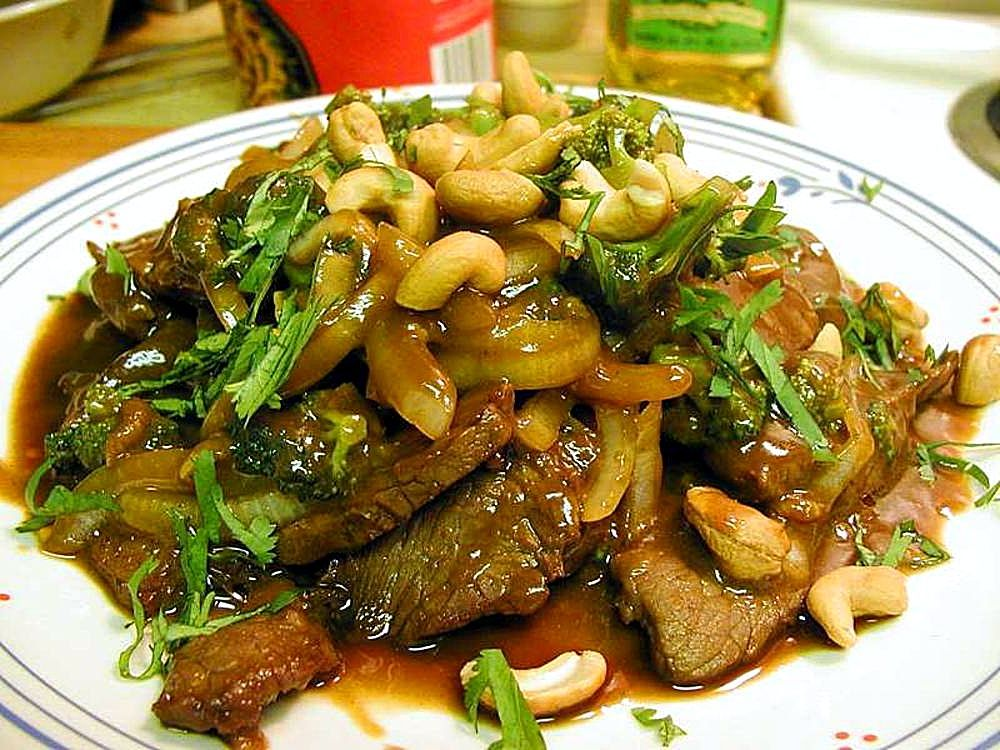
Wołowina teriyaki z orzeszkami

Nazwa teriyaki pochodzi od czasownika teru (błyszczeć, świecić), gdyż marynata na potrawie błyszczy pod wpływem dużej ilości cukru w sosie. Główne składniki marynaty to sos sojowy, słodkie sake – mirin oraz cukier albo miód.
Istnieją różne wersje fast foodów nawiązujących do teriyaki: shogun burger w Hongkongu (McDonald's), teri-burger (Hawaje), czy kanapka teriyaki chiken (Subway), zaś w samej Japonii teriyaki whopper.